# Unilever
Unilever («Юниле́вер») — транснациональная компания, один из крупнейших в мире производителей товаров повседневного спроса. Штаб-квартира расположена в Лондоне (Великобритания).
Основана в 1929 году в результате объединения нидерландского производителя маргарина Margarine Unie («Маргариновый союз») и пионера мыловаренной промышленности британской компании Lever Brothers («Братья Ливер») с целью экономии на масштабах поставок: оба производителя массово импортировали пальмовое масло. В конце XX века вплоть до момента слияния Procter & Gamble и Gillette в 2005 году была крупнейшим производителем потребительских товаров в мире, по состоянию на 2020 год — вторая в мире по объёмам продаж.

## История
Основными предшественниками Unilever были три компании. Две из них, Jurgens и Van den Bergh, были основаны в 1872 году в Нидерландах и занимались производством маргарина. В 1908 году они объединились, а позже к ним присоединился производитель маргарина из Богемии Schicht; в 1927 году для этой группы были созданы две управляющие компании, Margarine Union Limited в Великобритании и Margarine Unie N.V. в Голландии, такая двойная структура позволяла избежать двойного налогообложения. Третья компания, Lever Brothers, была основана Уильямом и Джеймсом Леверами в 1885 году и производила мыло; во время Первой мировой войны также начала производство маргарина. В сентябре 1929 года состоялось слияние Lever Brothers с Margarine Union/Margarine Unie; образовавшаяся группа Unilever позаимствовала идею с двойной регистрацией, были созданы управляющие компании Unilever Ltd. и Unilever N.V.
В 1937 году был куплен американский расфасовщик чая Thomas J. Lipton Company, а в 1944 году — производитель зубной пасты Pepsodent, который также базировался в США. Следующими крупными приобретениями стали британская компания Birds Eye (замороженные продукты, 1957 год) и американская Good Humor (мороженое, 1961 год). Unilever росла не только за счёт поглощений, но и путём открытия новых фабрик и разработки новых продуктов; к 1965 году у неё было 11 научно-исследовательских центров в Европе, США и Индии.
После 1945 года некогда успешные американские предприятия Unilever (Lever Brothers и TJ Lipton) начали приходить в упадок. В результате Unilever начала проводить политику «невмешательства» в отношении дочерних компаний и предоставила американское руководство самому себе.
В 1978 году за $487 млн была приобретена компания National Starch, что на тот момент стало крупнейшим иностранным приобретением американской компании. В 1980-х годах была проведена крупная реорганизация: были проданы подразделения транспорта, упаковки и рекламы, взамен были куплены около 80 компаний в основных для Unilever сферах продуктов питания, моющих средств, косметики и специализированных химикатов. Крупнейшей из этих покупок была американская компания Chesebrough-Pond’s, производитель косметики и соусов, также важной покупкой был британский расфасовщик чая Brooke Bond. В 1989 году Unilever купила Calvin Klein Cosmetics, Fabergé и Elizabeth Arden, но последняя была позже продана (в 2000 году) компании FFI Fragrances.
В 1990-х годах было поглощено ещё около 100 компаний, преимущественно производителей продуктов питания; Unilever вышла на рынки Восточной Европы и значительно расширила присутствие в Азии и США. В 1996 году за $770 млн была куплена компания Helene Curtis Industries, американский производитель косметики. Приобретая предприятия компания иногда перепрофилировала их, в частности, купленная в 1994 году санкт-петербургская парфюмерная фабрика «Северное сияние» прекратила производство духов, переключившись на выпуск средств для ухода за телом и волосами. Самой крупной неудачей компании стал стиральный порошок Persil Power с марганцевым комплексом, продажи которого начались Европе в 1994 году; основной конкурент на этом рынке, Procter & Gamble, провёл исследования, которые показали, что этот комплекс значительно ускоряет износ тканей; Unilever подала иск за клевету, однако его вскоре пришлось отозвать, поскольку утверждения P&G были справедливы. Эта неудача привела к смене руководства Unilever. В 1997 году было продано подразделение специализированных химикатов, Imperial Chemical Industries заплатила за него $8 млрд. В том же году за $930 млн был куплен крупнейший в Бразилии производитель мороженого Kibon S.A. Indústrias Alimenticia.
В 1999 году Unilever приобрела производителя горчицы Amora Maille; в 2000 году — производителя мороженого Ben & Jerry’s и Slim Fast за £1,63 млрд. Приобретение Bestfoods за £13,4 млрд также в 2000 году увеличило масштабы Unilever в области продуктов питания в Америке и добавило в портфель такие бренды, как Knorr, Marmite, Bovril и Hellmann’s. В обмен на одобрение сделки европейским регулирующим органом Unilever избавилась от Oxo, Lesieur, McDonnells, Bla Band, Royco и Batchelors.
В 2001 году компания разделилась на два подразделения: в одном сконцентрировав производителей продуктов питания, а в другом — товаров для дома и личной гигиены. В 2002 году фирма продала подразделение специальных масел и жиров Loders Croklaan за 814 млн ринггитов (€218,5 млн) компании IOI. В рамках сделки имя Loders Croklaan было сохранено.
В 2003—2004 годы компания продала предприятия, выпускавшие продукцию под брендом Dalda: индийские активы немецкому концерну Bunge менее, чем за ₹1 млрд, пакистанские — местному производителю Dalda Foods.
Подразделение компании по производству косметики Unilever Cosmetics International (выпускало парфюмерию под торговыми марками Calvin Klein, Cerruti, Vera Wang, Chloé, Lagerfeld) в 2005 году было продано американской компании Coty за $800 млн. 5 ноября 2007 году компания подписала соглашение о продаже своего бренда Boursin французскому производителю молочных продуктов Le Groupe Bel за €400 млн.
В 2015 году производство маргарина было выделено в дочернюю компанию Unilever Baking, Cooking and Spreading, которая через два года была продана инвестиционной группе KKR за 6,83 млрд евро. В 2020 году большая часть чайного бизнеса было выделена в компанию Ekaterra, в 2021 году проданную инвестиционной компании CVC Capital Partners за 4,5 млрд евро; проданные активы включали бренды PG Tips, Brooke Bond и Pukka, а также три плантации в восточной Африке, Unilever оставила себе бренд Lipton и предприятия в Индии, Индонезии и на Шри-Ланке.
В ноябре 2020 года было проведено объединение двух управляющих компаний в одну Unilever PLC, зарегистрированную в Лондоне.
В марте 2022 года Unilever прекратила поставки в Россию, но продолжила продавать продукцию, произведённую на своих заводах внутри страны.
В 2023 году Национальное агентство по предотвращению коррупции Украины включило компанию в список международных спонсоров войны.
В июле 2023 года новый гендиректор Хейн Шумахер объяснил журналистам причины продолжения работы в России принципом меньшего из зол. Компания рассматривала варианты закрытия бизнеса и продажи местному инвестору. От полного ухода решено было отказаться из опасений, что активы будут национализированы, а продажа сорвалась из-за отсутствия подходящих предложений. Ограниченное присутствие на российском рынке в Unilever сочли лучшим выходом.
В сентябре 2024 года Unilever получила одобрение российских властей на продажу своих активов в РФ. Тогда же был назван и покупатель — российская группа компаний «Арнест» Алексея Сагала. На конец 2022 года свои российские активы Unilever оценивала в € 900 млн (около 87,2 млрд руб. по текущему курсу). Однако согласованная сумма сделки, по данным российских СМИ, составила около 35-40 млрд руб. (в 2022–2023 годах российские власти ввели требования, в соответствии с которыми продажа российских активов компаниями из «недружественных стран» допускается с не менее чем 50-процентной скидкой от рыночной стоимости, кроме того продавцам необходимо заплатить 10-процентный налог на выход). В октябре 2024 года сделка была закрыта. Помимо российских активов Unilever к ГК  «Арнест» перешёл бизнес компании в Беларуси. Параметры сделки на раскрывались. По оценкам Financial Times, Unilever продала свои активы за € 520 млн (около 50 млрд руб. по текущему курсу).

## Руководство
- Нилс Андерсен (Nils Andersen, род. 8 июля 1958 года) — председатель совета директоров с апреля 2015 года; также председатель компаний AkzoNobel (химическая промышленность) и Worldwide Flight Services (грузовые авиаперевозки), член Европейского круглого стола промышленников; с 2007 по 2016 год возглавлял транспортную компанию Maersk.
- Фернандо Фернандес — генеральный директор с марта 2025 года[4].

## Деятельность
Компании принадлежит более 400 брендов, продукция выпускается на 280 предприятиях. Крупнейшими рынками для компании являются США (выручка 12,1 млрд евро в 2022 году), Индия (6,9 млрд евро) и Великобритания (2,5 млрд евро). На Азиатско-Тихоокенский регион и Африку приходится 46 % выручки, на Америку — 35 %, на Европу — 19 %; на развивающиеся страны приходится 59 % выручки. В связи с деятельностью в России на фоне российско-украинской войны украинское Национальное агентство по предотвращению коррупции внесло компанию в число международных спонсоров войны.
Основные виды продукции:
- супы, кетчупы, майонезы, соусы для горячего блюда, смесь для приправы и соусы под марками Knorr, Hellmann’s, Calvé, Bovril, Colman’s, Maille, Marmite, Pot Noodle,
- мороженое под марками Algida («Альгида»), Breyers, «Инмарко», Vienneta, Carte D’Or, Ben & Jerry’s, Solero, Cornetto, Magnum, Viennetta и Wall’s
- чай под марками Lipton, Brooke Bond и «Беседа»,
- антиперспиранты-дезодоранты, мыло, шампунь против перхоти, гель для душа, средства по уходу за волосами, средства для ухода за полостью рта под марками Rexona, Dove, Axe, Camay, Zest, LUX, Sunsilk, Pepsodent, Clear, Love Beauty and Planet, CloseUp, Radox, Simple, Sure, TRESemmé, Timotei, Denim, Signal, Lifebuoy, Lynx, Vaseline
- продукты бытовой химии под марками Cif, Sun, Surf, Comfort, OMO, Glorix и Domestos, а также Persil (в Великобритании, Ирландии, Франции, Южной Америке, Китае, Австралии и Новой Зеландии),
- продукция поглощённой нидерландской фирмы Upfield[англ.] (маргарины и спреды под марками Rama, Becel, Delmy («Делми»), Country Crock, «Пышка»[39], и другие),
- продукция поглощённого российского концерна «Калина» (косметика под марками «Чистая линия», «Лесной бальзам», «Чёрный жемчуг», «Бархатные ручки», и другие).

Брендами с продажами более 1 млрд евро в 2022 году были Dove, LUX, Sunsilk, Rexona, Axe, Lifebuoy, Comfort, OMO, Sunlight, Magnum, Ben & Jerry’s, Wall’s, Knorr и Hellmann’s; в сумме на них пришлось 53 % выручки компании.
Подразделения по состоянию на 2022 год:
- Beauty & Wellbeing — товары для ухода за волосами и кожей; 20 % выручки.
- Personal Care — дезодоранты, товары для ухода за ротовой полостью, мыло; 23 % выручки.
- Home Care — стиральные порошки и другие моющие средства, освежители воздуха; 21 % выручки.
- Nutrition — продукты питания, включая соусы и приправы, снэки, соевое мясо, функциональное питание, чай; 23 % выручки.
- Ice Cream — мороженое; 13 % выручки.

|                     | 2012  | 2013  | 2014  | 2015  | 2016  | 2017  | 2018  | 2019  | 2020  | 2021  | 2022  |
| ------------------- | ----- | ----- | ----- | ----- | ----- | ----- | ----- | ----- | ----- | ----- | ----- |
| Оборот              | 51,32 | 49,80 | 48,44 | 53,27 | 52,71 | 53,72 | 50,98 | 51,98 | 50,72 | 52,44 | 60,07 |
| Чистая прибыль      | 4,368 | 4,842 | 5,171 | 4,909 | 5,184 | 6,023 | 9,369 | 5,625 | 5,581 | 6,049 | 7,642 |
| Активы              | 46,19 | 45,51 | 48,03 | 52,30 | 56,43 | 62,06 | 61,11 | 64,81 | 67,66 | 75,10 | 77,82 |
| Собственный капитал | 15,39 | 14,34 | 13,65 | 15,44 | 16,35 | 13,44 | 11,40 | 13,19 | 15,27 | 17,11 | 19,02 |

## Антимонопольные санкции
В апреле 2011 года европейское антимонопольное ведомство наложило на компанию штраф в размере €104 млн за ценовой сговор с Procter & Gamble по цене на стиральные порошки, в сговоре участвовала компания Henkel (которая была освобождена от штрафа за помощь в расследовании).

## Дочерние компании
Основные дочерние компании по состоянию на 2022 год:
- Австралия: Unilever Australia Ltd.
- Аргентина: Unilever de Argentina S.A.
- Бангладеш: Unilever Bangladesh Ltd. (61 %)
- Бразилия: Unilever Brasil Ltda.
- Вьетнам: Unilever Vietnam International Company Ltd.
- Великобритания: Unilever UK & CN Holdings Ltd.; Unilever Global IP Ltd.; Unilever U.K. Holdings Ltd.; Unilever UK Ltd.; Unilever U.K. Central Resources Ltd.
- Германия: Unilever Deutschland GmbH; Unilever Deutschland Holding GmbH
- Индия: Hindustan Unilever Ltd. (62 %)
- Индонезия: PT Unilever Indonesia Tbk (85 %)
- Испания: Unilever Espana S.A.
- Италия: Unilever Italia Mkt Operations S.R.L.
- Канада: Unilever Canada Inc.
- Китай: Unilever Services (Hefei) Co. Ltd; Wall’s (China) Co. Ltd.
- Мексика: Unilever de Mexico, S. de R.l. de C.V.
- Нидерланды: Mixhold B.V.; Unilever Finance Netherlands B.V.; Unilever IP Holdings B.V.; Unilever Nederland B.V.; Unilever Europe B.V.; UNUS Holding B.V.
- Пакистан: Unilever Pakistan Ltd
- Россия: OOO Unilever Rus
- Сингапур: Unilever Asia Private Ltd.
- Таиланд: Unilever Thai Trading Ltd.
- Турция: Unilever Sanayi ve Ticaret Turk A.S.
- США: ConopCo, Inc.; Unilever Capital Corporation; Unilever North America Supply Chain Company LLC; Unilever United States, Inc.; Ben & Jerry’s Homemade, Inc.; Paula’s Choice, Inc.; The LIV Group Inc.; Unilever Trumbull Research; US Health & Wellbeing, LLC
- Филиппины: Unilever Philippines, Inc.
- Франция: Unilever France S.A.S.
- Швейцария: Unilever Finance International AG
- ЮАР: Unilever South Africa (Pty) Ltd.